# Sebastián Elcano
Sebastián Elcano är en ort i Argentina.   Den ligger i provinsen Córdoba, i den centrala delen av landet, 700 km nordväst om huvudstaden Buenos Aires. Sebastián Elcano ligger 211 meter över havet och antalet invånare är 2 042.
Terrängen runt Sebastián Elcano är platt, och sluttar brant österut. Trakten runt Sebastián Elcano är nära nog obefolkad, med mindre än två invånare per kvadratkilometer.. Det finns inga andra samhällen i närheten.
Trakten runt Sebastián Elcano består i huvudsak av gräsmarker.